# Tucson Open

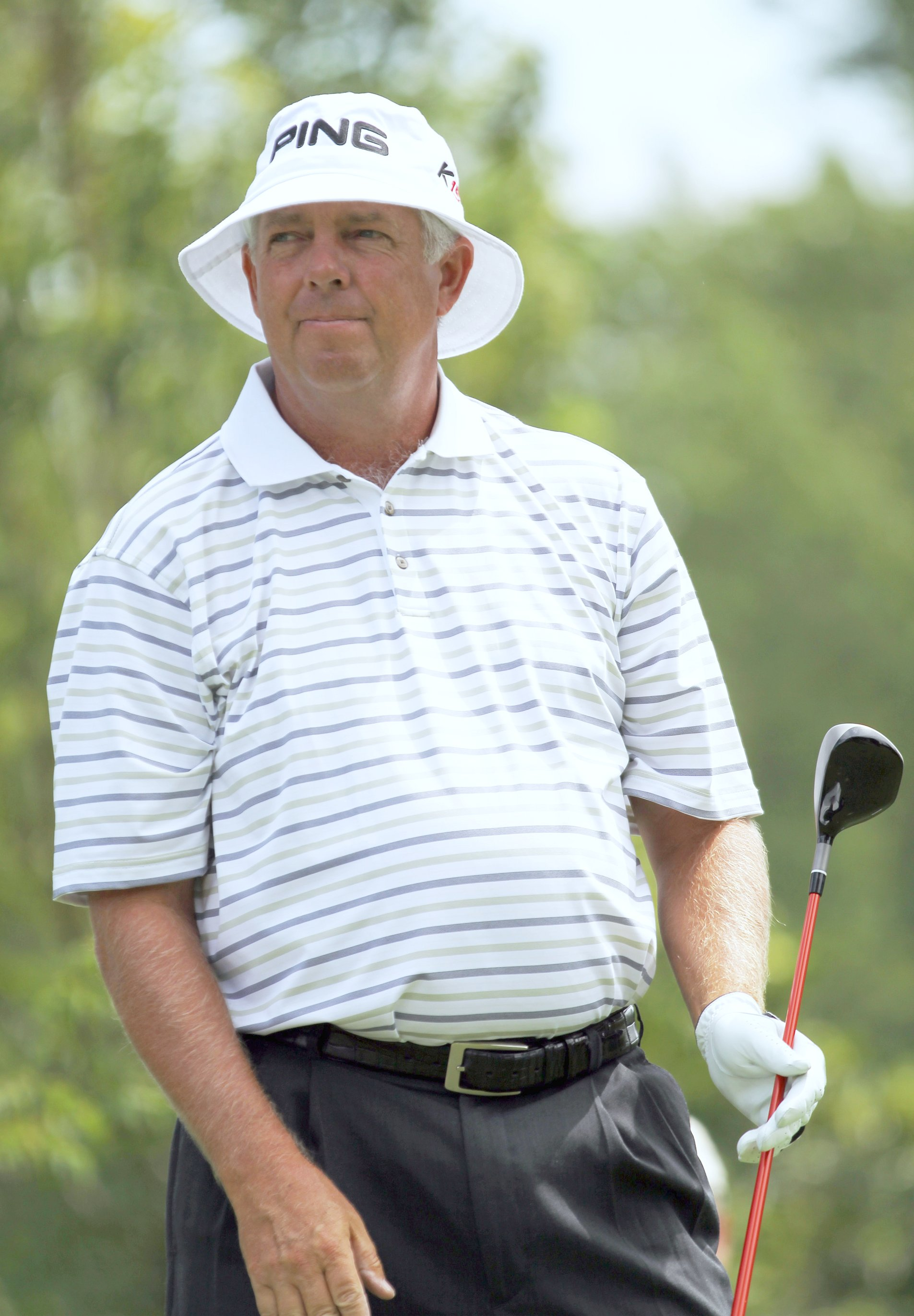
Kirk Triplett, último campeão do torneio, em 2006. Marcou 266 tacadas, 22 abaixo do par do campo.

O Tucson Open foi um torneio masculino de golfe no PGA Tour realizado entre 1945 e 2006. Foi disputado anualmente no mês de fevereiro em Tucson, Arizona. O torneio foi realizado pela última vez no Omni Tucson National Golf Resort. Em 2006, a bolsa de premiação era de três milhões de dólares norte-americanos, sendo quinhentos e quarenta mil oferecido ao vencedor.
Em 1947, Jimmy Demaret tornou-se o primeiro jogador de Tucson a defender com sucesso um título. Uma última volta de 65 o possibilitou terminar sua participação com três tacadas de vantagem sobre Ben Hogan.
Em 1959, Gene Littler vence pela segunda semana consecutiva no PGA Tour. Ele terminou sua participação com uma tacada de vantagem sobre Joe Campbell e Art Wall Jr.
Em 1961, o polêmico jogador de golfe profissional Dave Hill vence pela primeira vez no PGA Tour, ao derrotar Tommy Bolt e Bud Sullivan no terceiro buraco do playoff de morte súbita.
Em 1980, o mau tempo faz com que o torneio terminasse numa segunda-feira. Jim Colbert é o vencedor, com quatro tacadas à frente de Dan Halldorson.
Em 1970, Lee Trevino defende com sucesso seu título de Tucson Open. Ele fez birdies no primeiro buraco do playoff no sistema de morte súbita para derrotar Bob Murphy.
Em 1981, Johnny Miller conquista o título de Tucson Open pela quarta vez. Ele terminou sua participação com duas tacadas de vantagem sobre Lon Hinkle.
Em 1984, pela primeira vez, de três anos consecutivos, Tucson passa a ser realizado no sistema de jogo por buraco. Tom Watson vence ao derrotar o então atual campeão Gil Morgan na final, pelo placar de 2 e 1.
Em 1986, o atual campeão Jim Thorpe vence a última edição do torneio no sistema de jogo por buraco. Ele derrota Scott Simpson, com 67 a 71 na final.
Robert Gamez vence a edição de 1990 de Tucson Open, seu primeiro e único título no PGA Tour. Ele terminou com quatro tacadas de vantagem sobre Mark Calcavecchia e Jay Haas. Durante a segunda rodada da competição, David Frost, que foi campeão da edição de 1988 de Tucson, tornou-se o primeiro jogador do PGA Tour, de 33 anos, jogar 60 (–12).
Em 1995, Phil Mickelson conquista seu segundo título do Tucson, com uma tacada de vantagem sobre Jim Gallagher Jr. e Scott Simpson após Gallagher fazer 3 putts no 72.º buraco.